# Dariganga
I Dariganga (in mongolo Дарьганга, in russo Дариганга) sono una popolazione mongola che vive principalmente nell'area di Altan ovoo (in mongolo Алтан овоо), chiamata anche Dar' ovoo, e del lago Ganga, nel sum Dar'ganga della provincia di Sùhbaatar. Nella zona c'è una cittadina con lo stesso nome, un parco omonimo, nonché il massiccio vulcanico Dariganga.